# Jules-César Boulenger
Jules-César Boulenger, né en 1558 et mort le 1er août 1628, est un historien et jésuite français.
Professeur d'André Duchesne, futur historiographe du roi de France, il est l'auteur d'études sur l'antiquité.

## Publications
- Julii Caesaris Bulengeri. Liber de spoliis bellicis, trophaeis, arcubus triumphalibus et pompa triumphi, 1601